# Bibliothèque d'échange de documentation et d'expériences
L'association BEDE (Bibliothèque d'Échange de Documentation et d'Expériences) est une organisation de solidarité internationale fondée en 1994.
BEDE facilite des actions collectives avec une cinquantaine d’organisations en région Languedoc-Roussillon, en France et partout dans le monde. BEDE contribue à la protection et à la promotion des agricultures paysannes par un travail d’information et de mise en réseau.
Les objectifs de BEDE sont:
- documenter et valoriser les innovations paysannes auprès du grand public ;
- appuyer la construction d’initiatives paysannes et d’échanges d’expériences ;
- soutenir les droits collectifs sur les ressources naturelles (eau, semences, terre) pour la souveraineté alimentaire ;
- prévenir les risques technologiques (OGM, pesticides, surexploitation des ressources).

Le président de l'association BEDE est Bernard Eddé, biologiste, universitaire (Paris VI) et chercheur (CNRS, Montpellier).